# Ель-Ямама
Ель-Ямама (араб. اليمامة) — історична область в Саудівській Аравії. Лежить у центральній частині Аравійського півострова в історичному регіоні Неджд. В давнину, ймовірно, простягалася на схід від напівпустелі Дахна, уздовж ваді Ірд і на схилах гірського пасма Арід.
Була землеробською областю, крізь яку проходили караванні шляхи, що з'єднували Наджран з Іраком та Хіджаз зі Східною Аравією. В VII столітті була населена плем'ям бану-ханіфа, з якого походив проповідник ханіфізму Мусейліма. В VIII столітті — велика область з численними поселеннями. В даний час назва Ямама застосовується до оази в ваді Аджаймі (Саудівська Аравія).